# Agrokoncerno grūdai
UAB Agrokoncerno grūdai (dt.  „Agrokoncernas Körner“) ist ein  Handelsunternehmen  in Litauen. Dem  Unternehmen gehört dem litauischen agrarischen Konzern  UAB „Agrokoncerno grupė“. Die Haupttätigkeit des Unternehmens ist Handel mit Getreiden und Raps in Litauen und im Ausland. Es wurde im Jahr 2001 gegründet.
Das Unternehmen exportiert in die Europäische Union, Asien und Afrika. Das Unternehmen importiert auch Getreide aus Kasachstan, Russland, Ukraine, Lettland, Polen, Litauen, und verkauft sie auf dem litauischen Markt oder exportiert in die Europäische Union oder Drittländer. Das Unternehmen erzielte 2012 einen Umsatz von 802,172 Mio. Litas (232,325 Mio. Euro).